# 陳廷鑑
陳廷鑑（？—？），甘肅省鞏昌府寧遠縣人，清朝政治人物、同進士出身。
光緒十五年（1889年），参加光緒己丑科殿試，登進士三甲143名。同年五月，繼續在戶部任職。